# 1301年
| 千纪： | 2千纪 |
| 世纪： | 13世纪 \| 14世纪 \| 15世纪                                                                                 |
| 年代： | 1270年代 \| 1280年代 \| 1290年代 \| 1300年代 \| 1310年代 \| 1320年代 \| 1330年代                           |
| 年份： | 1296年 \| 1297年 \| 1298年 \| 1299年 \| 1300年 \| 1301年 \| 1302年 \| 1303年 \| 1304年 \| 1305年 \| 1306年 |
| 纪年： | 辛丑年（牛年）；元大德五年；越南興隆九年；日本正安三年                                                     |

## 大事记
- 元朝
  - 海都糾合諸王四十，再度進兵蒙古，最後在和林被海山(後來的元武宗)擊敗，於歸途中，傷重不治，其子察八兒立，但窩闊台的其他後代為爭奪汗位導致窩闊台汗國分裂。
- 日本
  - 后二条天皇登基。
- 朝鮮半島
  - 元成宗撤銷高麗征東行省的行省建置。
- 歐洲
  - 1月14日——匈牙利王國阿爾帕德王朝末任君主安德烈三世無嗣而終，三位對匈牙利有宣稱權的王子文采爾，奧托與查理相互爭奪其王位。

## 出生
- 倪瓒，中国画家（逝世1374年，73岁）

## 逝世
- 1月14日——安德烈三世，匈牙利王國阿爾帕德王朝末任君主
- 8月25日——海都，蒙古帝國窩闊台汗之孫，合失之子。窩闊台汗國的實際創立者。